# .lk
.lk es el dominio de nivel superior geográfico (ccTLD) para Sri Lanka.